# ماكس ريجيس
ماكس ريجيس (بالفرنسية: Max Régis)‏ هو سياسي فرنسي، ولد في 8 يونيو 1873 في سطيف في الجزائر، وتوفي في 1 مايو 1950 في البرانيس العليا في فرنسا. انتخب رئيس بلدية ‏ الجزائر ( – أغسطس 1901) وانتخب رئيس بلدية ‏ الجزائر (20 نوفمبر 1898 – 9 يناير 1899).